# 대한민국 민사소송법 제33조
대한민국 민사소송법 제32조는 관할에 관한 직권조사에 대한 민사소송법 조문이다.

## 조문
제33조(관할의 표준이 되는 시기) 법원의 관할은 소를 제기한 때를 표준으로 정한다.

## 비교 조문
일본 민사소송법 제15조(관할 표준시) 재판소의 관할은 소송 제기시를 기준으로 정한다.